# Tiberius
Tiberius (tiếng Latinh: Tiberius Caesar Divi Augusti filius Augustus; 16 tháng 11 năm 42 TCN – 16 tháng 3 năm 37), là vị Hoàng đế La Mã thứ hai, sau cái chết của Augustus vào năm 14 đến khi qua đời vào năm 37. Tiberius đã sinh bởi Claudian, con trai của Tiberius Claudius Nero và Livia Drusilla. Mẹ ông đã ly dị cha ông và tái giá với Octavian Augustus vào năm 39 TCN. Tiberius sau này cưới con gái của Augustus là Julia Lớn (đã được sắp đặt từ trước) và được Augustus chọn làm người kế vị dưới cái tên Tiberius Julius Caesar.
Tiberius là một trong những vị tướng vĩ đại nhất của La Mã, là người đã khởi xướng các chiến dịch ở Pannonia, Illyricum, Rhaetia và Germania đã đặt nền móng cho biên giới phía bắc. Tuy nhiên, người đương thời xem ông là một vị vua ẩn dật và buồn sầu; Pliny Già gọi ông là tritissimus hominium Sau cái chết của con trai Tiberius là Julius Caesar Drusus vào năm 23, Tiberius đau buồn và bắt đầu lơ là việc cai trị. Vào năm 26, Tiberius rời khỏi Roma và giao quyền cai trị cho vệ binh Lucius Aelius Sejanus và Quintus Naevius Sutorius Macro. Caligula - cháu nuôi của Tiberius, đã lên ngôi hoàng đế sau khi ông qua đời.

## Khởi nghiệp

### Bối cảnh
Tiberius Nero được sinh ra vào ngày 16 tháng 11, năm 42 TCN bởi Tiberius Nero và Livia Drusilla, tại Rome. Năm 39 trước Công nguyên, mẹ ông ly dị với người cha ruột của ông. Bà đã tái hôn với Gaius Julius Caesar Octavianus ngay sau đó, trong khi vẫn đang mang thai con trai của Tiberius Nero. Sau đó bà sinh ra em trai ông Nero Claudius Drusus năm 38 TCN. Có quá ít ghi chép về thời niên thiếu của Tiberius. Năm 32 trước Công nguyên, Tiberius xuất hiện trước công chúng khi ông 9 tuổi và tuyên bố về người cha ruột của mình. Năm 29 TCN, cả ông và người em trai đều ngồi trên cỗ xe khải hoàn của cha dượng Octavian, tại lễ kỉ niệm chiến thắng trước Antonius và Cleopatra ở Actium. Năm 23 TCN, Augustus lâm bệnh nặng, và cái chết của ông có thể đe dọa thế giới La Mã lao vào hỗn loạn một lần nữa. Các sử gia nói chung đồng ý rằng trong thời gian này câu hỏi về người thừa kế của Augustus đã trở thành cấp thiết nhất, và trong khi Augustus đã dường như cho biết rằng Agrippa và Marcellus sẽ kế nhiệm vị trí của ông trong trường hợp ông mất.
Đáp lại, một loạt những người thừa kế tiềm năng dường như đã được lựa chọn, trong số đó có Tiberius và em trai, Drusus. Năm 24 trước Công nguyên, ở tuổi mười bảy, Tiberius tham gia sự nghiệp chính trị theo chỉ đạo của Augustus, nhận vai trò là quan coi quốc khố. và đã được có quyền ứng cử vào chức pháp quan và chấp chính quan năm năm trước khi đủ điều kiện theo yêu cầu của pháp luật. Các quyền tương tự cũng được cho phép đối với Drusus.

## Sự nghiệp quân sự và chính trị
Ngay sau đó Tiberius bắt đầu xuất hiện tại triều đình như là người biện hộ, và có lẽ ở đây đã bắt đầu xuất hiện sự quan tâm của ông đối với nghệ thuật hùng biện Hy Lạp. Năm 20 TCN, Tiberius đã được phái đến phương Đông dưới quyền Marcus Agrippa. Người Parthia đã chiếm được các biểu tượng của các quân đoàn dưới sự chỉ huy của Marcus Licinius Crassus (53 TCN) (trong trận Carrhae), Decidius Saxa (40 TCN), và Marcus Antonius (36 TCN). Sau nhiều năm đàm phán, Tiberius đã dẫn đầu một lực lượng khá lớn tiến vào Armenia, có lẽ với mục tiêu thiết lập nó như là một nhà nước chư hầu của La Mã và là một mối đe dọa ở biên giới La Mã-Parthia, và Augustus đã có thể đạt được một thỏa hiệp, theo đó các biểu tượng này đã được trả lại, và Armenia vẫn là một lãnh thổ trung lập giữa hai cường quốc.

Sau khi trở về từ phương Đông trong năm 19 trước Công nguyên, Tiberius đã kết hôn với Vipsania Agrippina, con gái người bạn thân của Augustus và vị tướng vĩ đại, Marcus Vipsanius Agrippa, ông được bổ nhiệm làm pháp quan, và được phái đi cùng với quân đoàn của mình để hỗ trợ Drusus, em trai của ông trong các chiến dịch ở phía tây. Trong khi Drusus tập trung lực lượng của mình ở Gallia Narbonensis và dọc theo biên giới Đức, Tiberius giao chiến chống lại các bộ lạc tại dãy núi Alps và ở vùng Transalpine Gaul, chinh phục Raetia. Trong năm 15 TCN ông đã phát hiện ra nguồn của sông Danube Quay trở lại Rome trong năm 13 trước Công nguyên, Tiberius được bổ nhiệm làm chấp chính quan, và khoảng thời gian này,con trai ông, Drusus Julius Caesar, đã được sinh ra.

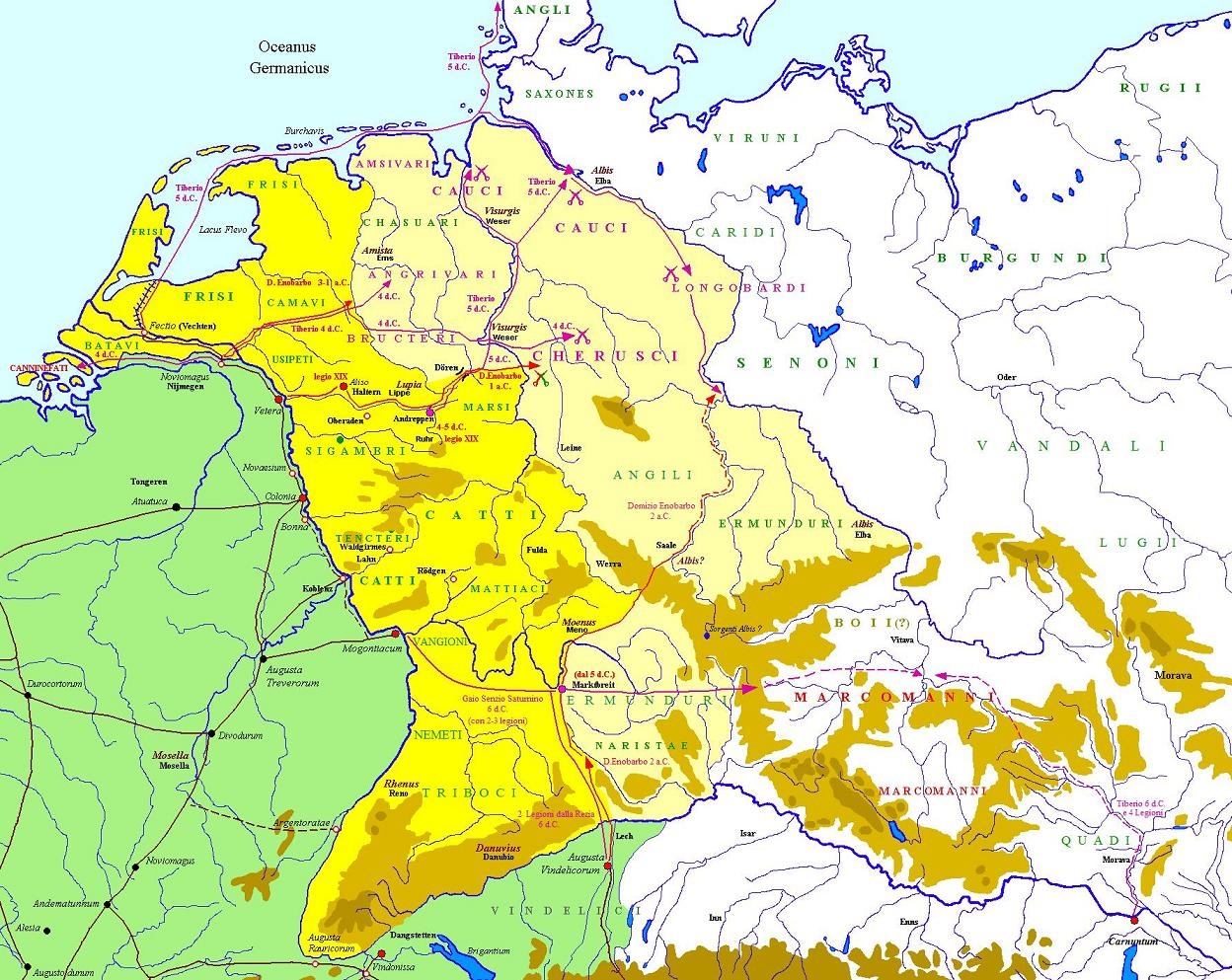
Các chiến dịch của Tiberius, Ahenobarbus, và Saturninus tại Germania giữa các năm 6 và 1 TCN

Sau khi Agrippa qua đời vào năm 12 TCN, Augustus lệnh cho Tiberius phải ly dị Vipsania và cưới Julia Cả, con gái của Augustus và vợ cũ của Agrippa trong năm 11 TCN Sự kiện này dường như đã mở ra giai đoạn buồn phiền cho Tiberius;. Hôn nhân của ông với Julia không bao giờ hạnh phúc, và họ chỉ sinh một đứa trẻ duy nhất mà đã mất khi còn thơ ấu  Tiberius sau đó tiếp tục được nâng đỡ bởi Augustus, và sau cái chết của Agrippa và cái chết của người eam trai Drusus vào năm 9 trước Công nguyên, dường như ông đã là ứng cử viên rõ ràng cho sự kế vị. Trong năm 12 trước Công nguyên, ông đảm nhận chức vụ chỉ huy quân đội ở Pannonia và Germania, cả hai khu vực rất dễ bất ổn và là chìa khóa cho sự tin tưởng của Augustus.
Trong năm 6 trước Công nguyên, Tiberius đã phát động một cuộc viễn chinh chống lại người Marcomanni. Xuất quân tiến về phía tây bắc từ Carnuntum trên sông Danube với bốn quân đoàn, Tiberius hành quân qua lãnh thổ của người Quadi để tiến vào vùng đất của người Marcomanni từ phía đông. Trong khi đó, Tướng Gaius Sentius Saturninus sẽ khởi hành ở phía đông từ Moguntiacum trên sông Rhine với hai hoặc ba quân đoàn, đi qua vùng đất của người Hermunduri mới được sáp nhập, và tấn công người Marcomanni từ phía tây. Chiến dịch là một thành công vang dội, nhưng Tiberius không thể chinh phục người Marcomanni vì ông sớm bị triệu tập đến biên giới sông Rhine để bảo vệ cuộc chinh phục mới của Rome ở Germania.
Ông trở lại Rome và nhận chức chấp chính quan lần thứ hai trong năm 7 trước Công nguyên, và trong năm 6 trước Công nguyên ông đã được thăng lên chức quan bảo dân (tribunicia potestas) và nắm quyền ở phía Đông, tất cả các chức vụ mà Agrippa trước đó đã được nắm giữ. Tuy nhiên, bất chấp những thành công này và sự thăng tiến của mình, Tiberius đã không hạnh phúc.

### Thoái lui tới Rhodes

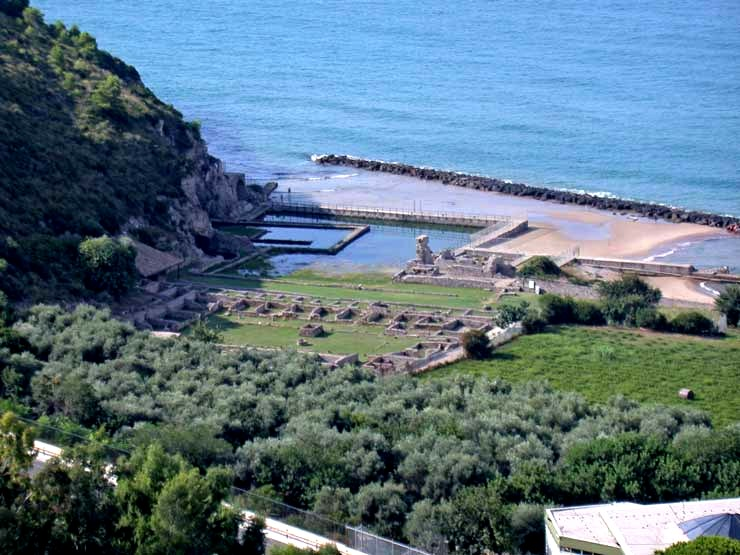
Tàn tích của dinh thự Tiberius tại Sperlonga, khu nghỉ dưỡng nằm giữa con đường từ Rome đến Napoli.

Trong năm 6 trước Công nguyên, khi mà sắp chấp nhận nắm quyền chỉ huy ở phía Đông và trở thành người đàn ông quyền lực thứ hai ở Rome, Tiberius đột nhiên thông báo rút lui khỏi đời sống chính trị và đã thoái lui tới Rhodes Động cơ chính xác cho việc thoái lui của Tiberius là không rõ ràng. Các nhà sử học đã suy đoán một mối liên hệ giữa việc Augustus đã lựa chọn những người con trai của Julia và Agrippa,Gaius và Lucius, làm người kế vị và dường như đã đi theo con đường chính trị giống với Tiberius và Drusus đã theo Tiberius, do đó dường như là một giải pháp tạm thời: ông sẽ nắm giữ quyền lực cho đến khi con riêng của vợ ông đến tuổi trưởng thành, và sau đó ông bị loại bỏ sang một bên.Những vụ Lăng nhăng, và rất công khai, một hành động của người vợ kết hôn mà không hạnh phúc của ông, Julia, có thể cũng là một phần.
Dù cái cớ của Tiberius có là gì đi nữa, thì việc thoái ẩn gần như là thảm họa cho các kế hoạch kế vị của Augustus. Gaius và Lucius vẫn còn đang ở trong lứa tuổi thiếu niên của họ, và Augustus, lúc này 57 tuổi, đã không có người kế vị ngay lập tức.
Những câu chuyện có phần ngụy tạo nói rằng Augustus cầu xin với Tiberius ở lại, thậm chí đi xa hơn đến mức ngụy tạo một căn bệnh nghiêm trọng. Phản ứng của Tiberius là thả neo ra xa bờ biển của Ostia cho đến khi mà Augustus qua khỏi, sau đó giương buồm ngay lập tức tới Rhodes.

### Người kế vị Augustus
Với sự ra đi của Tiberius, vấn đề kế vị dựa hoàn toàn vào hai người cháu trai trẻ của Augustus, Lucius và Gaius Caesar. Tình hình trở nên bấp bênh hơn vào năm 2 với cái chết của Lucius. Augustus, có lẽ với một số áp lực từ Livia, đã cho phép Tiberius trở về Roma với tư cách cá nhân của một công dân và không có gì hơn  Vào năm 4, Gaius bị giết ở Armenia, và Augustus không còn sự lựa chọn nào khác là quay lại chọn Tiberius.
Tiberius đã được nhận là con trai ruột và là người thừa kế và đến lượt mình, ông đã được yêu cầu nhận cháu trai của mình, Germanicus, con trai của người em trai ông, Drusus và cháu gái của Augustus, Antonia Nhỏ, làm con nuôi. Cùng với việc được nhận làm con nuôi của mình, Tiberius nhận được quyền lực của quan bảo dân cũng như chia sẻ danh hiệumaius Imperium  của Augustus, một điều thậm chí Marcus Agrippa không bao giờ có được. Trong năm 7 CN, Agrippa Postumus, một người em của Gaius và Lucius, đã bị từ bỏ bởi Augustus và bị đày tới đảo Pianosa, và buộc phải sống trong biệt giam 

## Hoàng đế

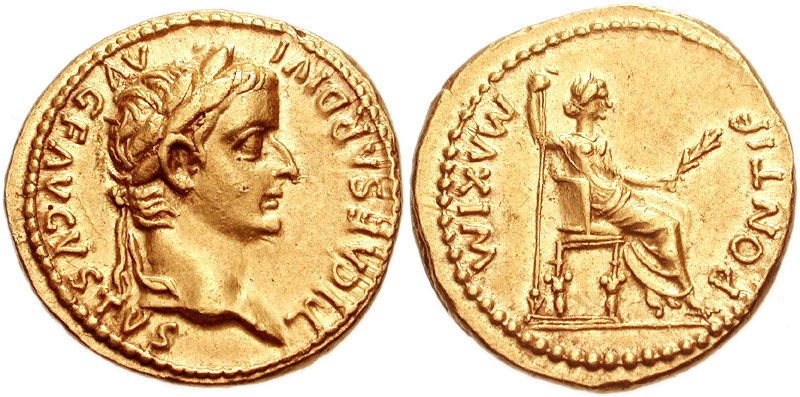
Đồng aureus của Tiberius, khoảng các năm 15–18 Công Nguyên. Các dòng chữ trên hai mặt đồng xu lần lượt là: TI CAESAR DIVI AVG F AVGVSTVS / PONTIF MAXIM

### Thời kì đầu cai trị
Các thành viên Viện nguyên lão được triệu tập vào ngày 18 tháng 9 năm 14 để xác nhận vị trí Tiberius như là Nguyên thủ của La Mã, và như những gì họ đã từng làm với Augustus trước, mở rộng quyền lực của vị trí ông ta. Những thủ tục được hạch toán đầy đủ bởi Tacitus. Tiberius đã có quyền lực hành chính và chính trị của một vị Nguyên thủ, tất cả các danh hiệu ông thiếu là—Augustus, Pater Patriae, và Corona civica (một vương miện được làm từ quế và gỗ sồi, vốn được dùng để vinh danh Augustus vì những gì ông đã làm để cứu cuộc sống của công dân La Mã).
Tuy nhiên, Tiberius đã cố gắng để đóng vai trò tương tự như Augustus: Rằng các công chức không muốn ai muốn gì hơn là phục vụ nhà nước. Điều này đã kết thúc khi toàn bộ chuyện trở nên rối tung, và thay vì khiêm nhường, ông đã đi qua như nhạo báng; hơn là dường như muốn phục vụ nhà nước, ông dường như đang lâm vào bí tặc. Ông nói rằng tuổi tác của ông chính là lý do tại sao ông không thể hành động như một Nguyên thủ, ông từ chối nhận vị trí này, và sau đó tiếp tục yêu cầu chỉ rằng ông muốn chỉ là một phần của viện nguyên lão. Tuy vậy, cuối cùng thì Tiberius cũng đã nhượng bộ và chấp nhận lời đề nghị của họ, mặc dù theo Tacitus và Suetonius ông đã từ chối mang danh hiệu Pater Patriae, Imperator, và Augustus, và từ chối đội Corona civica và vòng nguyệt quế, những gì mang tính biểu tượng nhất của một vị Nguyên thủ.
Cuộc họp này dường như đã thiết lập các giai điệu cho toàn bộ quy tắc Tiberius của. Ông dường như đã muốn Viện nguyên lão và nhà nước chỉ đơn giản là hành động mà không cần có tới ông và những sắc lệnh trực tiếp từ ông rõ khá ít, những cuộc tranh luận truyền cảm hơn về những gì ông thực sự có nghĩa là hơn trên thông qua dự luật của mình. Trong những năm đầu tiên, dường như Tiberius muốn Viện nguyên lão hành động một cách tự quyết đoán, chứ không phải là một người đầy tớ để cho người ta sai khiến. Theo Tacitus, Tiberius đã chế giễu Viện nguyên lão là "những người phù hợp để làm nô lệ".

### Sự trỗi dậy và sụp đổ của Germanicus

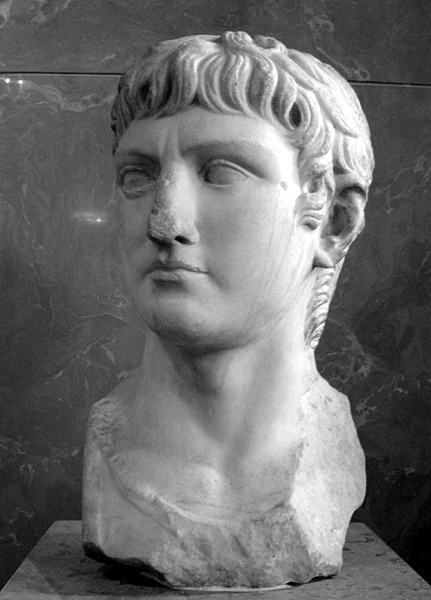
Tượng bán thân của con nuôi Tiberius, Germanicus, từ Bảo tàng Louvre, Paris.

Nhiều vấn đề phát sinh một cách nhanh chóng cho vị Tân Nguyên thủ. Khi triều đình không thể thanh toán các khoản tiền thưởng mà Augustus đã hứa với các quân đoàn La Mã đang đóng tại Pannonia và Germania, và họ đã nổi loạn sau một thời gian ngắn khi mà không thấy Tiberius phản ứng gì. Germanicus và con trai của Tiberius, Drusus Julius Caesar, cùng với một đội quân nhỏ đã được gửi đi để dập tắt cuộc nổi dậy và đưa các quân đoàn trở quay lại tình trạng ban đầu.
Tuy nhiên, không chỉ đơn giản là dập tắt cuộc nổi loạn, Germanicus còn cho tập hợp những người đã nổi loạn và dẫn họ vào một chiến dịch ngắn trên sông Rhine vào lãnh thổ Germania, và tuyên bố rằng bất cứ kho báu họ có thể lấy sẽ được tính là tiền thưởng. Quân đội Germanicus băng qua sông Rhine và nhanh chóng chiếm đóng tất cả các lãnh thổ giữa sông Rhine và sông Elbe. Ngoài ra, Tacitus ghi lại việc tái chiếm rừng Teutoburg và lấy lại Cờ hiệu La Mã mất vài năm trước khi khi ba quân đoàn La Mã và đội quân phụ trợ dưới quyền Publius Quinctilius Varus bị người German phục kích.
Germanicus đã lên kế hoạch đối phó để giáng một đòn đau vào kẻ thù của Roma, dập tắt cuộc nổi loạn của quân đội, và đem các cờ hiệu bị mất quay lại Roma, những việc này đã tăng sự nổi tiếng và huyền thoại về Germanicus được người La Mã truyền tụng.
Sau khi chiến thắng trở về từ Germania, Germanicus tổ chức một lễ khải hoàn tại Roma vào năm 17, chiến thắng tron vẹn đầu tiên mà thành phố đã nhìn thấy kể từ lần cuối cùng vào 29 TCN. Kết quả là, vào năm 18, Germanicus đã được cấp quyền kiểm soát phần phía đông của đế quốc, cũng giống như Agrippa và Tiberius đã nhận được trước đó, và rõ ràng ông là chính là người thừa kế của Tiberius. Tuy nhiên, Germanicus chỉ sống chưa đầy một năm trước khi chết, và Gnaeus Calpurnius Piso, thống đốc của Syria, bị cáo buộc là người đã đầu độc ông.
Những người đã ủng hộ thị tộc Claudia lâu năm, đã liên minh bản thân họ với Octavianus trẻ trung sau khi ông kết hôn với bà Livia, mẹ của Tiberius. Cái chết của Germanicus và những lời buộc tội đang truy tố vị Tân Nguyên thủ. Piso đang bị đưa ra xét xử, và được sự đồng tình của Tacitus, những đe dọa này dường như đang ám chỉ Tiberius. Việc vị thống đốc Syria có thực sự liên kết với vị Nguyên thủ và đầu độc Germanicus là điều không rõ ràng. Thay vì tiếp tục xét xử để đưa mọi chuyện ra ánh sáng khi Viện nguyên lão ra mặt chống lại ông, Piso đã tự tử.
Dương như, lúc bấy giờ, Tiberius đã mệt mỏi với chính trị vào thời điểm này. Vào năm 22, ông đã chia sẻ quyền lực của mình với Drusus, con trai ông và bắt đầu thực hiện chuyến du ngoạn hàng năm tới Campania và tuyên bố rằng chuyến du ngoạn này sẽ dài hơn mọi năm. Vào năm 23, Drusus bỗng nhiên qua đời, không rõ vì sao mà chết, và Tiberius đã không lên kế hoạch gì để chọn người thay thế. Cuối cùng, vào năm 26, Tiberius rời khỏi Roma và đế nghỉ dưỡng tại đảo Capri.

### Tiberius ở Capri, với Sejanus ở Roma
Lucius Aelius Sejanus đã phục vụ triều đình trong gần hai mươi năm, kể từ khi ông trở thành Pháp quan Thái thú của hoàng đế năm 15 SCN. Khi Tiberius trở nên nhàm chán với vị trí Nguyên thủ của mình, và bắt đầu phụ thuộc vào ông nhiều hơn và nhiều hơn nữa là những gì mà Augustus đã giao phó cho ông, đặc biệt là chức Pháp Quan. Vào năm 17 hay 18, Tiberius đã cắt tỉa hàng ngũ Đội cân vệ của Hoàng đế, chịu trách nhiệm về việc phòng vệ thành phố, và đã cho di chuyển cả doanh trại từ bên ngoài vào trong thành phố, và cho Sejanus tăng số binh sĩ lên con số nào đó giữa 6000 và 9000.
Cái chết của Drusus đã nâng cao vị thế của Sejanus, ít nhất là trong mắt Tiberius, người sau gọi ông là ông "Socius Laborum" ("Đối tác lao động của tôi"). Tiberius đã cho dựng tượng của Sejanus lên khắp nơi trong thành phố, và quyền lực của Sejanus càng nhiều hơn và rõ ràng hơn khi Tiberius bắt đầu rút khỏi Roma hoàn toàn. Cuối cùng, với việc Tiberius rút lui vào năm 26, Sejanus phải gánh vác những gì còn lại và chịu trách nhiệm về cơ chế nhà nước và toàn bộ thành phố Roma.
Vị trí của Sejanus không hoàn toàn là của một người thừa kế chức vị hoàng đế, ông đã yêu cầu kết hôn vào năm 25 với cháu gái của Tiberius, Livilla, mặc dù vị chịu áp lực ông đã nhanh chóng rút lại yêu cầu. Trong khi đội cận vệ của Sejanus đang kiểm soát thư từ hoàng gia, và trong số đó là các thông tin mà Tiberius nhận được từ Roma và các thông tin mà Roma nhận được từ Tiberius, nhưng sự hiện diện của Livia dường như đã lấn át được quyền lực của Sejanus trong một thời gian. Cái chết của cô vào năm 29 thay đổi tất cả, Sejanus không còn phải sợ ai nữa.
Sejanus đã bắt tay vào một cuộc thanh trừng giới thượng nghị sĩ và những người cưỡi ngựa giàu có ở thành phố Roma, loại bỏ những người có khả năng chống lại quyền lực của mình cũng như việc mở rộng quốc khố của đế quốc (cả tài sản riêng của ông). Vợ của Germanicus, Agrippina Già và hai đứa con trai của mình, Nero Caesar và Drusus Caesar đều bị bắt rồi bị trục xuất vào năm 30 và sau đó đã chết trong hoàn cảnh đáng ngờ. Trong cuộc thanh trừng nhằm vào Agrippina Già và gia đình, chỉ Caligula, Agrippina Trẻ, Julia Drusilla, và Julia Livilla Sejanus còn sống.

## Phả hệ
(Xem thêm Gia phả nhà Julio-Claudia)
| \| \| \| \| \| \| \| \| \| \| \| \| \| \| \| \| \| \| \| \| 4. Drusus Claudius Nero I \| \| \| \| \| \| \| \| \| \| \| \| \| \| \| \| \| \| \| \| \| \| \| \| \| \| \| \| \| \| \| \| \| \| \| \| \| \| \| \| \| \| \| \| \| \| \| \| \| \| \| \| \| \| 2. Tiberius Claudius Nero \| \| \| \| \| \| \| \| \| \| \| \| \| \| \| \| \| \| \| \| \| \| \| \| \| \| \| \| \| \| \| \| \| \| \| \| \| \| \| \| \| \| \| \| \| \| \| \| \| \| \| \| \| \| 5. Claudia \| \| \| \| \| \| \| \| \| \| \| \| \| \| \| \| \| \| \| \| \| \| \| \| \| \| \| \| \| \| \| \| \| \| \| \| \| \| \| \| \| \| \| \| \| \| \| \| \| \| \| \| \| \| 1. Tiberius \| \| \| \| \| \| \| \| \| \| \| \| \| \| \| \| \| \| \| \| \| \| \| \| \| \| \| \| \| \| \| \| \| \| \| \| \| \| \| \| \| \| \| \| \| \| \| \| \| \| \| \| \| \| 6. Marcus Livius Drusus Claudianus[60] \| \| \| \| \| \| \| \| \| \| \| \| \| \| \| \| \| \| \| \| \| \| \| \| \| \| \| \| \| \| \| \| \| \| \| \| \| \| \| \| \| \| \| \| \| \| \| \| \| \| \| \| \| \| 3. Livia Drusilla \| \| \| \| \| \| \| \| \| \| \| \| \| \| \| \| \| \| \| \| \| \| \| \| \| \| \| \| \| \| \| \| \| \| \| \| \| \| \| \| \| \| \| \| \| \| \| \| \| \| \| \| \| \| 14. Marcus Aufidius Lurco \| \| \| \| \| \| \| \| \| \| \| \| \| \| \| \| \| \| \| \| \| \| \| \| \| \| \| \| \| \| \| \| \| \| \| \| \| \| \| \| \| \| \| \| \| \| \| \| \| \| \| \| \| \| 7. Aufidia \| \| \| \| \| \| \| \| \| \| \| \| \| \| \| \| \| \| \| \| \| \| \| \| \| \| \| \| \| \| \| \| \| \| \| \| \| \| \| \| \| \| \| \| \| \| \| \| \| \| \| \| |                                    |  |  |  |  |  |  |  |  |  |  |  |  |  |  |  |
| |                                    |  |  |  |  |  |  |  |  |  |  |  |  |  |  |  |
| | 4. Drusus Claudius Nero I          |  |  |  |  |  |  |  |  |  |  |  |  |  |  |  |
| |                                    |  |  |  |  |  |  |  |  |  |  |  |  |  |  |  |
| |                                    |  |  |  |  |  |  |  |  |  |  |  |  |  |  |  |
| | 2. Tiberius Claudius Nero          |  |  |  |  |  |  |  |  |  |  |  |  |  |  |  |
| |                                    |  |  |  |  |  |  |  |  |  |  |  |  |  |  |  |
| |                                    |  |  |  |  |  |  |  |  |  |  |  |  |  |  |  |
| | 5. Claudia                         |  |  |  |  |  |  |  |  |  |  |  |  |  |  |  |
| |                                    |  |  |  |  |  |  |  |  |  |  |  |  |  |  |  |
| |                                    |  |  |  |  |  |  |  |  |  |  |  |  |  |  |  |
| | 1. Tiberius                        |  |  |  |  |  |  |  |  |  |  |  |  |  |  |  |
| |                                    |  |  |  |  |  |  |  |  |  |  |  |  |  |  |  |
| |                                    |  |  |  |  |  |  |  |  |  |  |  |  |  |  |  |
| | 6. Marcus Livius Drusus Claudianus |  |  |  |  |  |  |  |  |  |  |  |  |  |  |  |
| |                                    |  |  |  |  |  |  |  |  |  |  |  |  |  |  |  |
| |                                    |  |  |  |  |  |  |  |  |  |  |  |  |  |  |  |
| | 3. Livia Drusilla                  |  |  |  |  |  |  |  |  |  |  |  |  |  |  |  |
| |                                    |  |  |  |  |  |  |  |  |  |  |  |  |  |  |  |
| |                                    |  |  |  |  |  |  |  |  |  |  |  |  |  |  |  |
| | 14. Marcus Aufidius Lurco          |  |  |  |  |  |  |  |  |  |  |  |  |  |  |  |
| |                                    |  |  |  |  |  |  |  |  |  |  |  |  |  |  |  |
| |                                    |  |  |  |  |  |  |  |  |  |  |  |  |  |  |  |
| | 7. Aufidia                         |  |  |  |  |  |  |  |  |  |  |  |  |  |  |  |
| |                                    |  |  |  |  |  |  |  |  |  |  |  |  |  |  |  |
| |                                    |  |  |  |  |  |  |  |  |  |  |  |  |  |  |  |